# مارك جرجس
مارك فرانك جرجس لاعب كرة قدم سويدي من أصول سورية من مواليد ستوكهولم، السويد في 26 مايو عام 2000م يلعب لصالح نادي فيورينتينا الإيطالي لفئة الشباب كلاعب وسط منذ عام 2018م.